# Lomba da Maia
Lomba da Maia es una freguesia portuguesa perteneciente al municipio de Ribeira Grande, situado en la Isla de São Miguel, Región Autónoma de Azores. Posee un área de 20,47 km² y una población total de 1 174 habitantes (2001). La densidad poblacional asciende a 57,4 hab/km². Se encuentra a una latitud de 37°44' N y una longitud 25°21' O. La freguesia se encuentra a 339 m s. n. m.
- Datos: Q2451862
- Multimedia: Lomba da Maia / Q2451862

1. ↑  Worldpostalcodes.org,código postal n.º 9625-112.